# Arkadiusz Milik
Arkadiusz Krystian „Arek“ Milik (* 28. Februar 1994 in Tychy) ist ein polnischer Fußballspieler. Der Stürmer steht bei Juventus Turin unter Vertrag. Er ist zudem Teil der polnischen Nationalelf.

## Karriere

### Vereine

#### Frühe Jahre
Milik wuchs in seinem Geburtsort Tychy auf. Da während seiner Jugendzeit dort kein Fußballverein eine seinem Alter entsprechende Jugendmannschaft unterhielt, pendelte er ins 20 Kilometer entfernte Katowice und wurde in der Jugendabteilung von Rozwój Katowice ausgebildet. Am 23. Oktober 2010 debütierte er für die erste Mannschaft des Vereins in der viertklassigen 3. Liga und erzielte dabei zwei Tore. Nachdem er in der Saison 2010/11 in zehn Spielen in der 3. Liga vier Tore erzielt und außerdem mit der U-17-Mannschaft seines Vereins in der polnischen U-17-Meisterschaftsendrunde den dritten Platz erreicht hatte, wechselte Milik im Sommer 2011 zu Górnik Zabrze. Dort hatte er bereits im November 2010 ein Probetraining absolviert und kam nach seinem Wechsel für die zweite Mannschaft in der Młoda Ekstraklasa zu zwei Einsätzen und einem Tor. Seinen ersten Einsatz in der erstklassigen Ekstraklasa absolvierte er am ersten Spieltag der Saison 2011/12. In 24 Saisonspielen erzielte er vier Tore, in der Hinrunde der Saison 2012/13 sieben Tore in 14 Spielen.

#### Deutschland
Zum 1. Januar 2013 verpflichtete ihn der deutsche Bundesligist Bayer 04 Leverkusen. Er unterschrieb einen bis Ende Juni 2018 laufenden Vertrag. Zur Saison 2013/14 lieh ihn der FC Augsburg. Sein Bundesligadebüt gab er am 21. September 2013 am 6. Spieltag bei der 1:2-Niederlage im Auswärtsspiel gegen Hannover 96 mit Einwechslung für Matthias Ostrzolek in der 90. Minute; sein erstes Bundesligator erzielte er am 27. September 2013 am 7. Spieltag im Heimspiel gegen Borussia Mönchengladbach mit dem Treffer zum 2:2-Endstand in der 88. Minute.

#### Ajax Amsterdam
Zur Saison 2014/15 wurde Milik an den niederländischen Rekordmeister Ajax Amsterdam ausgeliehen. Am 3. August 2014 absolvierte er seinen Einstand für Ajax in der Johan-Cruyff-Schale im Spiel gegen den PEC Zwolle in der Anfangsformation; er wurde nach 82 Minuten durch Kolbeinn Sigthorsson ersetzt. Am 10. August 2014 kam er erstmals in der Eredivisie zum Einsatz, als er beim 4:1-Sieg am ersten Spieltag gegen Vitesse Arnheim in der Anfangsformation stand und in der 59. Minute für Daley Blind ausgewechselt wurde. Am 13. September 2014 erzielte er beim 2:1-Sieg am fünften Spieltag gegen Heracles Almelo seine ersten beiden Tore für den Klub.
Vier Tage später spielte er erstmals in der UEFA Champions League, als er beim 1:1 im ersten Gruppenspiel gegen Paris Saint-Germain in der 82. Minute für Lasse Schøne eingewechselt wurde. Am 24. September 2014 erzielte Arkadiusz Milik beim 9:0-Sieg in der zweiten Runde im KNVB-Beker bei JOS Watergraafsmeer sechs Tore und gab zwei Torvorlagen. Aus diesem Wettbewerb schied Ajax Amsterdam im Achtelfinale mit einer 0:3-Niederlage gegen Vitesse Arnheim aus. Am 10. Dezember 2014 erzielte er im letzten Gruppenspiel der Champions League gegen APOEL Nikosia mit dem Treffer zum 4:0-Endstand sein erstes Tor in diesem Wettbewerb. In der Gruppenphase belegte Ajax Amsterdam den dritten Platz und spielte somit in der Europa League weiter. Milik kam in der Champions League zu fünf Einsätzen.
Im Sechzehntelfinale der Europa League traf Ajax Amsterdam auf Legia Warschau; am 18. Februar 2015 debütierte Milik mit seinem Einsatz im Hinspiel in diesem Wettbewerb und erzielte den 1:0-Siegtreffer. Im Rückspiel am 26. Februar 2015 gewann Ajax Amsterdam mit 3:0; Milik erzielte zwei Treffer. Ajax schied im Achtelfinale gegen Dnipro Dnipropetrowsk aus; Milik kam sowohl im Hin- als auch im Rückspiel zum Einsatz.
In der Liga spielte er in 21 Partien und markierte elf Treffer; in der Abschlusstabelle belegten die Amsterdamer den zweiten Platz hinter der PSV Eindhoven.
Ajax nutzte am 1. April 2015 seine Kaufoption und verpflichtete Milik bis Juni 2019.

#### SSC Neapel
Anfang August 2016 wurde Milik von der SSC Neapel als Nachfolger des zu Juventus Turin gewechselten Mittelstürmers Gonzalo Higuaín verpflichtet. Die Ablösesumme betrug laut Medienberichten ca. 35 Mio. Euro. Sein Debüt in der Serie A gab er am 21. August 2016 (1. Spieltag) beim 2:2 gegen Delfino Pescara 1936. Am Spieltag darauf erzielte er beim 4:2-Sieg gegen die AC Mailand zwei Tore und damit seine ersten Ligatreffer. In der Champions League kam Milik erstmals am 13. September 2016 im ersten Gruppenspiel gegen Dynamo Kiew zum Einsatz. Beim 2:1-Sieg erzielte er beide Treffer per Kopf. Mitte Januar 2021 wurde er bis zum Ende der Saison 2021/22 an den französischen Verein Olympique Marseille verliehen. Die im Leihvertrag beinhaltete Kaufoption zog der Verein.

#### Olympique Marseille und Juventus Turin
Mitte Januar 2021 wurde er bis zum Ende der Saison 2021/22 an den französischen Verein Olympique Marseille verliehen. Die im Leihvertrag beinhaltete Kaufoption zog der Verein. Im Sommer 2022 wechselte Milik für eine Leihgebühr von 900.000 Euro zum italienischen Erstligisten Juventus Turin, der eine Kaufoption besaß. Diese zog der italienische Erstligist im Juni 2023.

### Nationalmannschaft

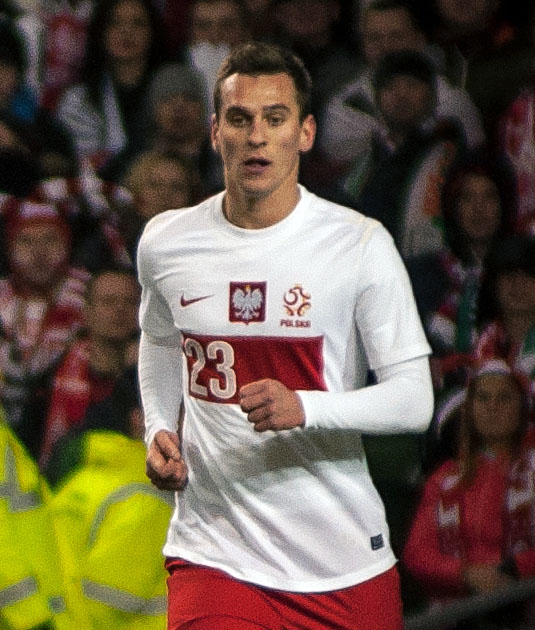
Milik beim Länderspiel Polens gegen Irland (2013)

Am 12. Oktober 2012 debütierte Milik in der polnischen Nationalmannschaft im Spiel gegen Südafrika. Vier Tage später gab er in der Qualifikation zur Weltmeisterschaft 2014 gegen England sein Pflichtspieldebüt. Bei seinem vierten Einsatz für die Nationalmannschaft am 14. Dezember 2012 erzielte er beim 4:1-Sieg im Testländerspiel gegen Mazedonien sein erstes Länderspieltor. Danach spielte er ein Jahr in der polnischen U-21-Auswahl und wurde dann wieder in der Qualifikationsphase für die EM 2016 ins A-Team berufen. Am 11. Oktober 2014 leitete er in Warschau im Spiel gegen Weltmeister Deutschland mit seinem Kopfballtor zum 1:0 (Endstand 2:0) den ersten polnischen Sieg gegen eine DFB-Elf ein. Er absolvierte neun der zehn Qualifikationsspiele und fehlte nur im letzten Spiel gegen Irland verletzungsbedingt. Er erzielte dabei sechs Tore; mit sechs Torvorlagen war er der beste Torvorbereiter in der Qualifikation.
Anschließend wurde er als einer von drei Stürmern ins polnische Aufgebot für die EM 2016 in Frankreich berufen und bestritt alle fünf Spiele als Stammspieler. Im ersten Spiel gegen Nordirland erzielte er den 1:0-Siegtreffer, im dritten Spiel gegen die Ukraine bereitete er das entscheidende Tor für Polen vor. Sowohl Achtel- als auch Viertelfinale wurden im Elfmeterschießen entschieden und beide Male war er als Schütze erfolgreich. Trotzdem verlor das Team im Viertelfinale gegen Portugal und verpasste den Halbfinaleinzug.
Bei der Weltmeisterschaft 2018 in Russland gehörte er zum polnischen Aufgebot. Er wurde in einem Gruppenspiel eingesetzt und schied mit der Mannschaft nach der Gruppenphase aus.
Zur Fußball-Europameisterschaft 2021 wurde er in den polnischen Kader berufen, kam aber mit diesem nicht über die Gruppenphase hinaus.

## Erfolge
SSC Neapel
- Italienischer Pokalsieger: 2019/20

Juventus Turin
- Italienischer Pokalsieger: 2023/24

Individuell
- Torschützenkönig der Niederländischen Pokals: 2014/15
- Torschützenkönig der Französischen Pokals: 2021/22
- Torschützenkönig der Italienischen Pokals: 2023/24